# 希臘正教美國總教區

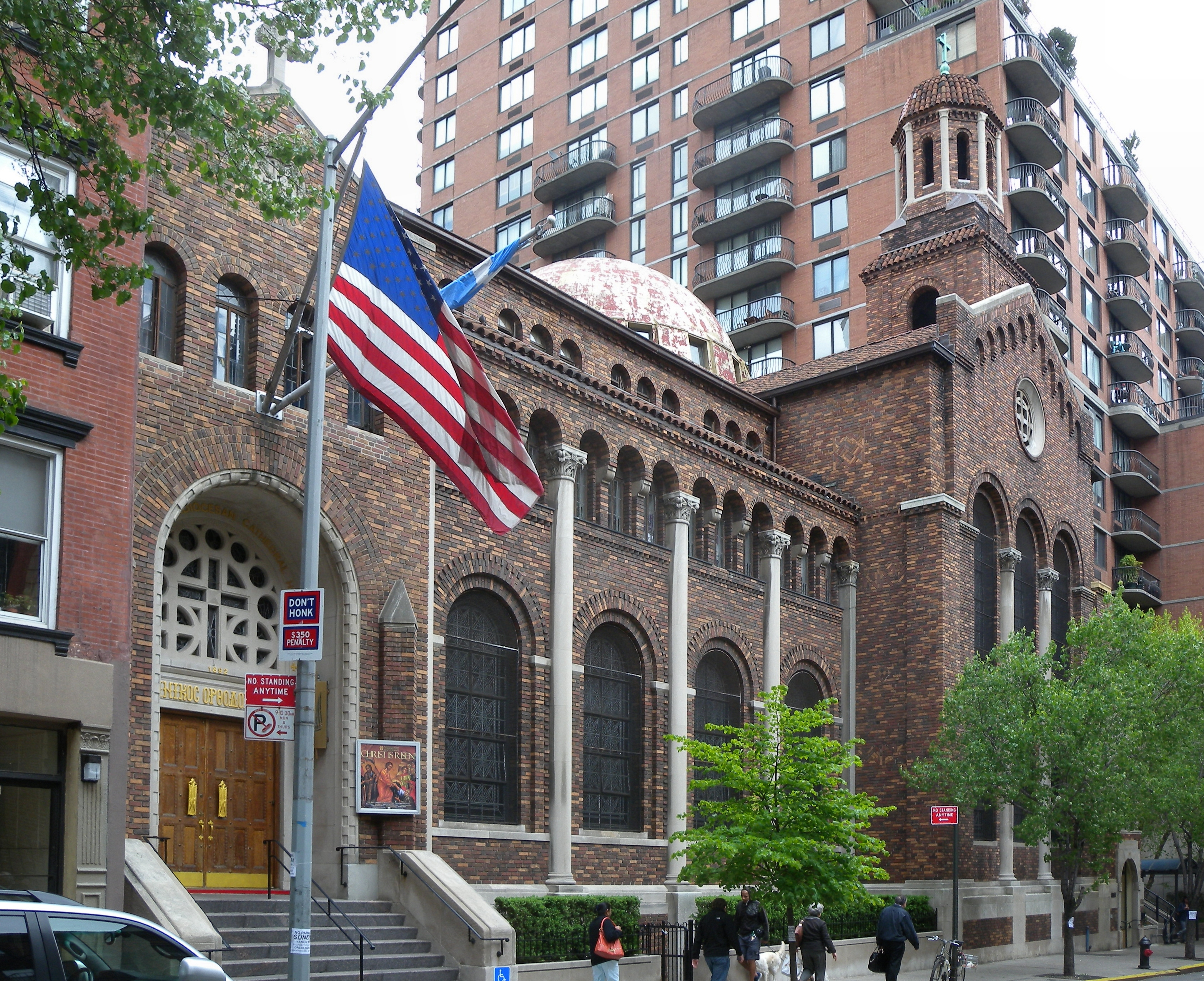
紐約圣三一总主教座堂

希臘正教美國總教區（希臘語：Ελληνική Ορθόδοξη Αρχιεπισκοπή Αμερικής）是希臘正教會在美國的教會管區。
總教區成立於1921年，原來管轄南北美洲。1996年加拿大、中美洲和南美洲成立教區，總教區管轄範圍就只剩下美國。受君士坦丁堡普世宗主教區管轄。座堂是紐約圣三一总主教座堂。現任總主教為德米特里。

## 外部連結
官方網頁 （页面存档备份，存于）